# Tetrafluoroborato de 1-butil-3-metilimidazolio
El tetrafluoroborato de 1-butil-3-metilimidazolio, también conocido como [bmim]BF4, es un líquido iónico. Está formado por un catión heterocíclico sustituido [bmin]+(1-butil-3-metilimidazolio) y un anión inorgánico [BF]4-(tetrafluoroborato).

## Propiedades y aplicaciones
Entre sus características destaca que es un excelente disolvente, tiene bajo punto de fusión, es estable en agua y aire, presenta una alta conductividad y posee un amplio rango de estabilidad electroquímica. Todo esto hace de este líquido iónico un perfecto candidato para catálisis, baterías, extracciones líquido-líquido,etc.
Se utiliza como disolvente en reacciones de hidrogenación ya que permite el uso de catalizadores homogéneos (metales de transición), pudiendo separar fácilmente, el líquido iónico y el catalizador de los productos finales de la reacción.La hidrogenación del ciclohexano o la hidrogenación completa de anillos bencénicos son algunos ejemplos.
Otra reacción importante en la que actúa como disolvente es en la obtención del naproxeno,de interés en la industria farmacéutica.

## Síntesis
Para sintetizar el [bmim]BF4 existen muchas posibilidades: intercambio de aniones, neutralización, esterificación, entre otras. Todas estas reacciones se llevan a cabo a temperatura ambiente y se caracterizan por los largos tiempos de reacción.
Una forma sencilla y la más utilizada es haciendo reaccionar cloruro de 1-butil-3-metilimidazolio con NaBF4 en disolución acuosa.
Otra manera más novedosa es mediante síntesis por radiación con microondas, se obtienen mayores rendimientos y se evita el empleo de grandes cantidades de disolventes orgánicos y haluros de alquilo.